# Eldoradina
Eldoradina is een geslacht van vlinders uit de familie van de Lycaenidae, de kleine pages, vuurvlinders en blauwtjes. De wetenschappelijke naam en de beschrijving van dit geslacht zijn voor het eerst gepubliceerd in 1993 door Emilio Balletto.
Beide soorten van dit geslacht komen voor in Peru.

## Soorten
- Eldoradina cyanea (Balletto, 1993)
- Eldoradina sylphis (Draudt, 1921)